# Anthurium ramosense
Anthurium ramosense är en kallaväxtart som beskrevs av Thomas Bernard Croat. Anthurium ramosense ingår i släktet Anthurium och familjen kallaväxter. Inga underarter finns listade.